# Llanelli
Llanelli is een kustplaats in Wales, ongeveer 13 kilometer van Swansea, in het bestuurlijke graafschap Carmarthenshire en in het ceremoniële behouden graafschap Dyfed. De stad is vooral bekend om haar traditie in het rugby.
Inwoners van Llanelli worden soms "Turks" genoemd, waarom dat is, is niet geheel duidelijk, echter een van de mogelijk juiste theorieën is dat er veel Turkse zeelieden Llanelli tijdens hun reizen aandeden.

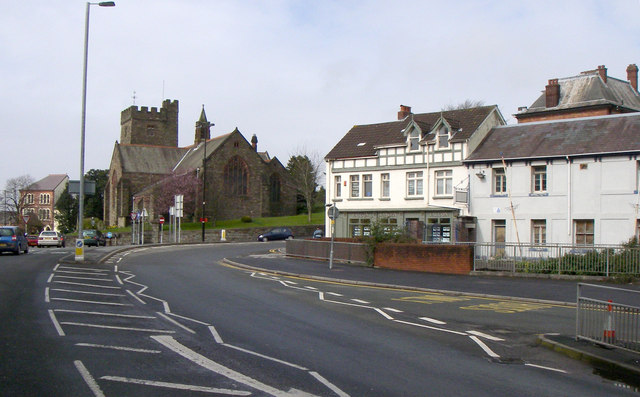
Straat in Llanelli
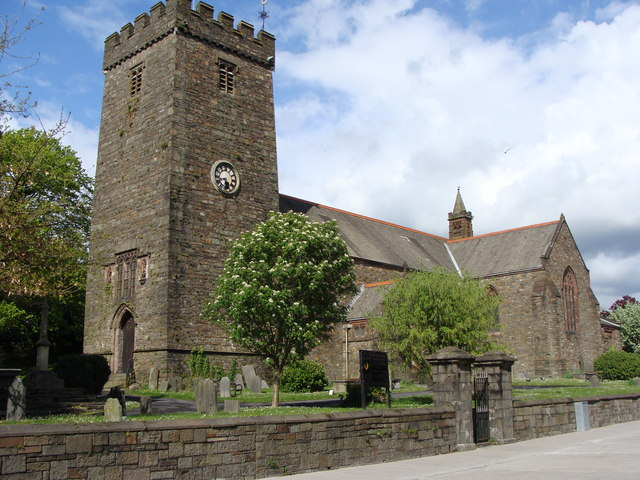
Parochiekerk van Llanelli
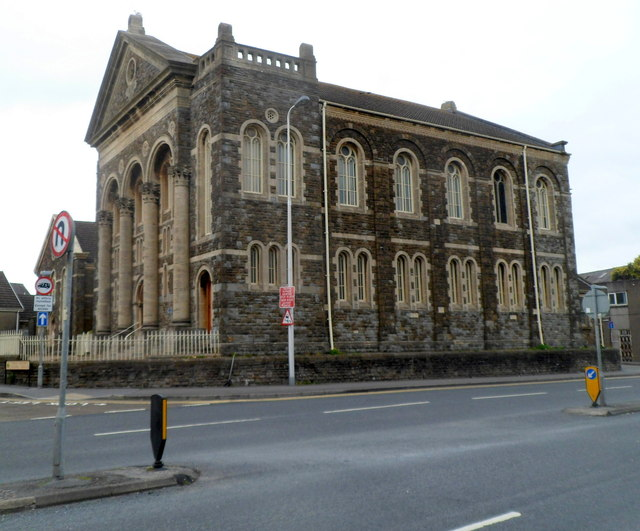
Kerk in Llanelli
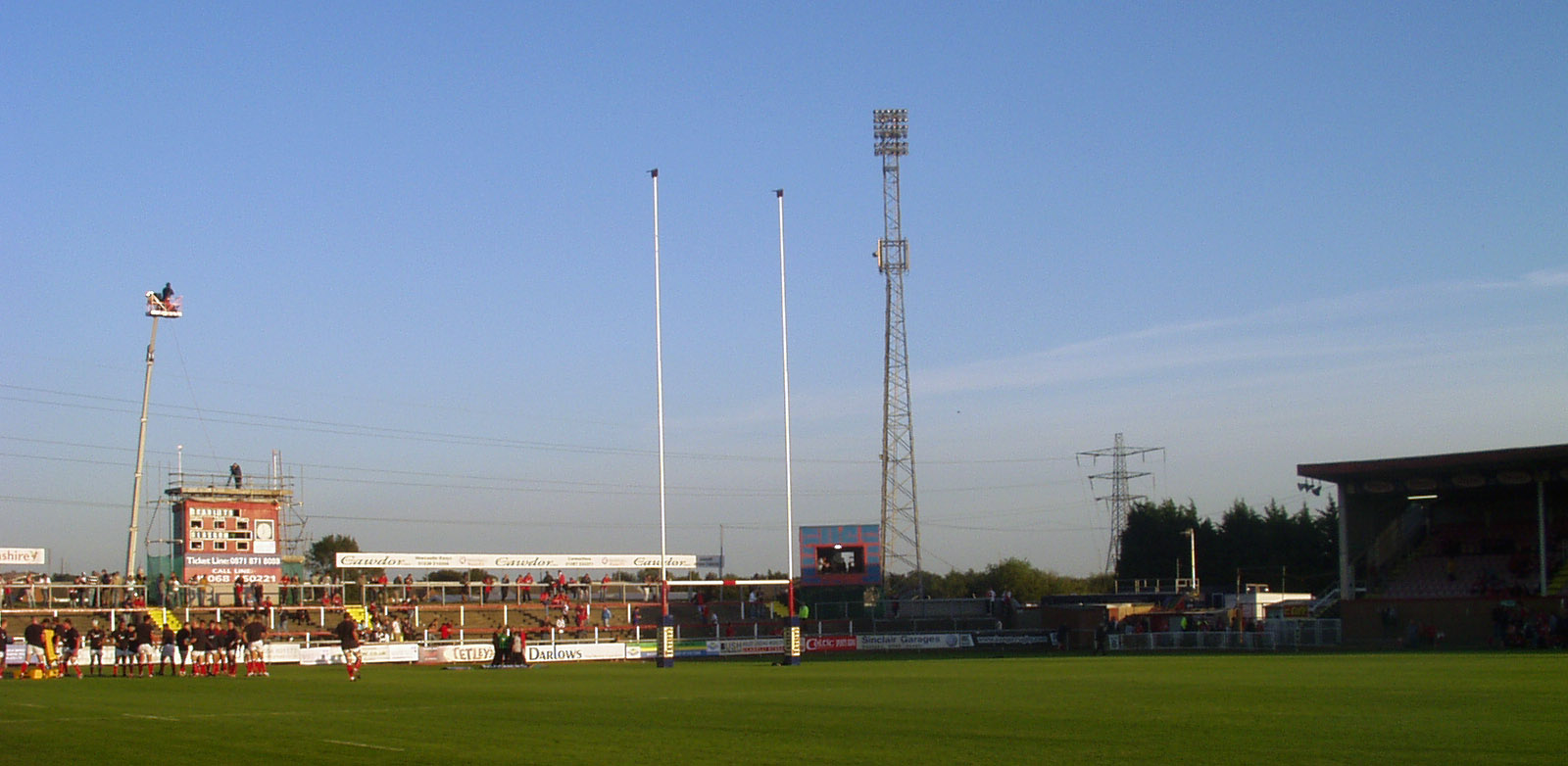
Stradey Park
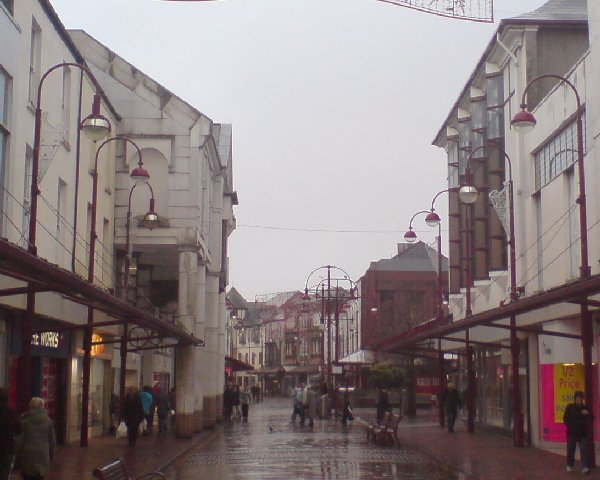
Stepney Street

## Geschiedenis
Begonnen als een klein stadje groeide Llanelli tijdens de 18e en 19e eeuw dankzij de mijn- en koolindustrie en later ook door de tin- en staalindustrie tot een steeds belangrijkere plaats. Llanelli werd een dermate belangrijke regionale producent van tin dat het de bijnaam "Tinopolis" kreeg in de tweede helft van de 19e eeuw. De sluitingen van de kolenmijnen en de concurrentie uit Europa in de staalindustrie zorgde ervoor dat Llanelli en vele andere steden in Zuid Wales de economische draagkracht drastisch zag verminderen aan het eind van de jaren 70.
Llanelli heeft de Eisteddfod vijf maal mogen organiseren, namelijk in : 1895, 1903, 1930, 1962, en 2000.

## Toerisme
The Millennium Coastal Park, met een lengte van 21 kilometer van de kustlijn van Loughor tot Pembrey, geeft schitterende uitzichten op de Gower Peninsula en de mogelijkheid om kilometers te fietsen zonder hinder van het verkeer te ondervinden.
Pembrey Country Park ligt aan de buitenkant van Llanelli, en bestaat uit 2 km² park. Cefn Sidan, een strand midden in het park heeft de Blue Flag Award mogen ontvangen. Het strand is 13 kilometer lang en heeft een gedeelte dat door strandwachters in de gaten gehouden wordt.

## Uitspraak
'Llanelli' wordt door vrijwel iedereen die niet bekend is met het Welsh verkeerd uitgesproken, vooral door degenen die niet uit het Verenigd Koninkrijk komen. De "ll" die in Llanelli twee keer voorkomt, is een affrikaat die onbekend is bij de meeste mensen die Engels spreken. In Engeland waar de meeste mensen wel weten dat de "ll" niet hetzelfde is als de "l" weten ze vaak toch niet hoe de "ll" juist uit te spreken, Llanelli wordt in Engeland vaak uitgesproken als "Glanegli".

## Sport
Zoals reeds besproken is Llanelli voornamelijk bekend vanwege de rugbysport, de club Llanelli RFC heeft in het stadje zijn thuisbasis, dit is ook het geval voor een andere bekende rugbyclub, de Lanelli Scarlets. Llanelli AFC is de plaatselijke voetbalclub welke in het verleden al aardig wat prijzen in de wacht heeft gesleept.

## Geboren in Llanelli
- Rachel Roberts (1927-1980), actrice
- Terry Griffiths (1947-2024), snookerspeler
- Jonny Clayton (1974), darter
- David Greene (1986), atleet